# Proxiuber australis
Proxiuber australis is een slakkensoort uit de familie van de Naticidae. De wetenschappelijke naam van de soort is voor het eerst geldig gepubliceerd in 1878 door Hutton.